# Pseudopyrochroa impressiceps
Pseudopyrochroa impressiceps is een keversoort uit de familie vuurkevers (Pyrochroidae). De wetenschappelijke naam van de soort is voor het eerst geldig gepubliceerd in 1906 door Pic.